# Francolinus psilolaemus
Francolinus psilolaemus là một loài chim trong họ Phasianidae.